# La Doublure du général
Pour plus de détails, voir Fiche technique et Distribution.
La Doublure du général (titre original : On the Double) est un film américain de Melville Shavelson sorti en 1961.

## Synopsis
Le soldat de 2e classe Ernie Williams a du mal à se faire à la discipline militaire. Peu avant le débarquement, il s'échappe d'un campement mais est repris aussitôt. On lui propose alors de prendre la place d'un général dont la vie est menacée par les nazis. Ernie accepte à contre-cœur. Maggie, l'épouse du général malheureuse dans son couple, arrive à l'improviste et commence à s'attacher à ce mari de remplacement. Mais Ernie est capturé par les Allemands puis emmené à Berlin où il est interrogé par la Gestapo. Après avoir fourni de fausses informations, Ernie parvient à s'évader avant d'être poursuivi par des agents nazis…

## Fiche technique
- Titre original : On the Double
- Réalisation : Melville Shavelson
- Scénario : Jack Rose et Melville Shavelson
- Directeur de la photographie : Harry Stradling Sr  . panavision technicolor
- Montage : Frank Bracht
- Musique : Leith Stevens
- Costumes : Edith Head
- Production : Jack Rose
- Genre : Film d'aventure, Film de guerre, Comédie
- Pays de production :  États-Unis
- Durée : 92 minutes (1 h 32)
- Dates de sortie :
  - États-Unis : 19 mai 1961 (New York)
  - Royaume-Uni : 20 juillet 1961 (Londres)
- Affiche : Macario Gómez Quibus (Espagne)

## Distribution
- Danny Kaye (VF : Yves Furet) : soldat Ernest E. « Ernie » Williams
- Dana Wynter (VF : Nelly Benedetti) : Lady Margaret « Maggie » MacKenzie-Smith
- Wilfrid Hyde-White (VF : Roger Tréville) : colonel Somerset
- Margaret Rutherford (VF : Marie Francey) : Lady Vivian
- Miss Diana Dors (VF : Nelly Delmas) : sergent Bridget Stanhope
- Allan Cuthbertson (VF : Roger Rudel) : capitaine Patterson
- Jesse White (VF : Jacques Dynam) : caporal Joseph « Joe » Praeger
- Gregory Walcott (VF : Roland Ménard) : colonel Rock (Jeff en VF) Houston
- Terence de Marney (VF : Henry Charrett) : sergent Colin Twickenham
- Rex Evans (VF : Pierre Morin) : général Carlton Brown Wiffingham
- Rudolph Anders : Oberkommandant
- Edgar Barrier (VF : Léo-Sylvestre Huth) : Blankmeister, le commandant allemand au monocle
- Pamela Light : Mrs Somerset
- Ben Astar : général Zlinkov